# Сергийчук, Михаил Николаевич
Михаи́л Никола́евич Сергийчу́к (укр. Михайло Миколайович Сергійчук; 29 июля 1991 года, Константиновка, Сарненский район, Ровненская область) — украинский футболист, нападающий клуба «Тростянец».
В 2008 году начал играть за «Верес». Затем полгода выступал за винницкую «Ниву», после чего вернулся в «Верес». Далее играл за черкасский «Славутич» и МФК «Николаев», где трижды подряд становился лучшим бомбардиром команд в сезоне. В 2014 году стал игроком львовских «Карпат», а в 2015 году выступал на правах аренды за ужгородскою «Говерлу». В марте 2023 года подписал контракт с футбольным клубом «Буковина», за который выступал до завершения 2022/23 сезона.

## Биография
В футбол начинал играть в сарненской спортивной школе у Анатолия Ивановича Назарчука, затем продолжил обучение в костопольском спортивном лицее-интернате «Штурм» у тренера Ивана Александровича Яруты. Будучи школьником 11-го класса был заявлен во вторую лигу за «Верес», где и дебютировал в возрасте 16 лет.
В следующем году тренер Олег Федорчук пригласил Сергийчука в сборную второй лиги группы «А» для участия в Кубке ПФЛ. В полуфинальном матче против студенческой сборной Украины Сергийчук не реализовал пенальти, зато в матче за третье место отметился двумя голами с игры в ворота сборной первой лиги. После этого турнира Федорчук забрал нападающего к себе в винницкую «Ниву», но из-за высокой конкуренции в этой команде Сергийчук через полгода был вынужден вернуться в «Верес». Затем некоторое время играл в чемпионате области за «Маяк» (Сарны).
Весной 2011 года по рекомендации Ивана Яруты тренер «Славутича» Александр Кирилюк пригласил Сергийчука в Черкассы. Михаил играл за «Славутич» с первого официального матча. Выступая с командой в чемпионате среди любителей, не забил ни одного гола, но как только коллектив повысился в классе, форвард Сергийчук начал исправно забивать, став его лучшим бомбардиром в первых двух сезонах во второй лиге.

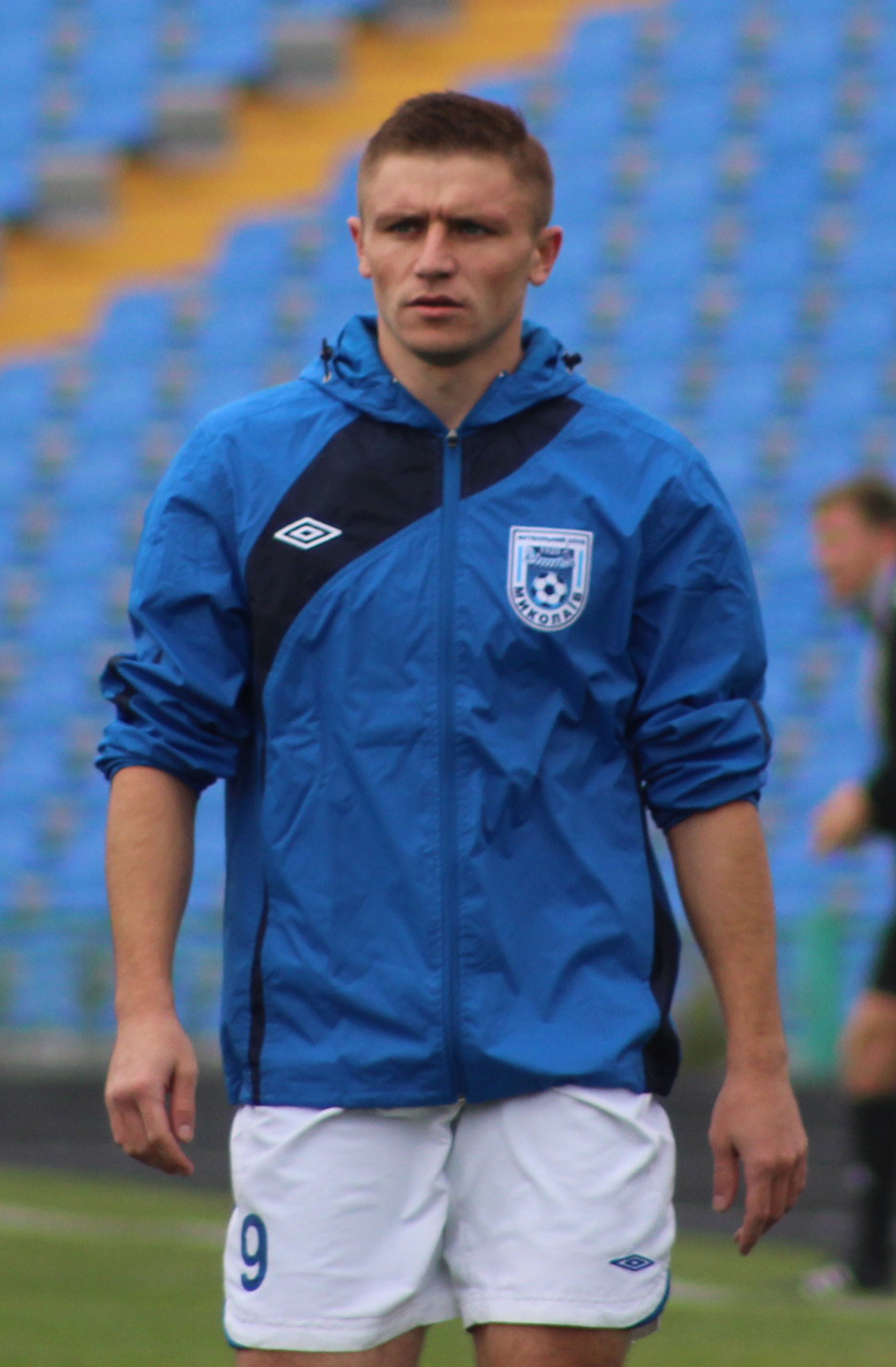
Сергийчук в составе «Николаева».

Летом 2013 года Олег Федорчук возглавил МФК «Николаев» и вновь пригласил в свою команду Сергийчука. Этот трансфер был примечателен тем, что, впервые за десять лет «Николаев» заплатил деньги за футболиста. Уже во втором матче в футболке «корабелов» Сергийчук сделал дубль в ворота тернопольской «Нивы», а в октябре, после матча Кубка Украины против «Николаева», тренер донецкого «Шахтёра» Мирча Луческу выделил футболиста. «Понравился 9-й номер, Сергийчук. Он заметно выделялся», — сказал «Мистер». В марте следующего года нападающий покинул город «корабелов» в статусе лучшего бомбардира летне-осеней части сезона первой лиги, забив 10 голов в 20 сыгранных матчах.
Сергийчук стал игроком львовских «Карпат», с которыми заключил контракт до 31 декабря 2018 года. Остаток сезона 2013/14 футболист провёл в молодёжной команде «зелёных львов», где сыграл в 5-и матчах молодёжного первенства. Межсезонье нападающий провёл с основным составом львовян. Во время сборов отличился дублем в товарищеском матче со славацкой «Жилиной».
Дебют Сергийчука в Премьер-лиге состоялся 3 августа 2014 года в игре против донецкого «Металлурга». Нападающий появился на поле на 60 минуте матча, заменив в игре Тараса Пучковского. 23 августа в кубковом матче против любительской «Чайки» (Киево-Святошинский район) Сергийчук забил первый гол за «бело-зелёных».
Учитывая отсутствие опыта выступлений в элитном дивизионе, игра Сергийчука в первом полноценном полугодии в «Карпатах» по уровню исполнительского мастерства, скорости принятия решений, умению выбирать позицию и вести единоборства выглядела сырой. Свой единственный гол в поединках Премьер-лиги он забил лишь в 11-м туре, когда отличился в воротах «Зари». По словам Богдана Стронцицкого: «Михаилу не хватало стабильности, игры с горячим сердцем и холодным умом».
В начале следующего чемпионата Сергийчук попал в заявку «Карпат» на сезон, однако в двух первых турах участия не принимал. В поисках игровой практики 7 августа 2015 нападающий перешёл на правах аренды до конца сезона 2015/16 в ужгородскую «Говерлу», при этом по договору у «Карпат» было право отозвать игрока в зимнее трансферное окно. Нападающий имел и другие варианты аренды — «Уйпешт» из Будапешта и запорожский «Металлург», но после разговора с Вячеславом Грозным выбрал именно ужгородский клуб. 7 декабря 2015 года стало известно, что Сергийчук возвращается в «Карпаты», при этом, если во львовском клубе на него не рассчитывают, то он имеет варианты продолжения выступлений на правах аренды в других командах, в том числе в «Говерле».
В 2019 году впервые в карьере перешёл в иностранный клуб ‒ латвийский «Вентспилс».

## Достижения
«Ворскла»
- Бронзовый призёр чемпионата Украины: 2017/18

«Вентспилс»
- Бронзовый призёр чемпионата Латвии: 2019

«Верес»
- Победитель Первой лиги Украины: 2020/21

## Статистика по сезонам
| Клуб                | Сезон            | Чемпионат        | Чемпионат | Чемпионат | Дубль | Дубль | Кубок | Кубок | Кубок лиги | Кубок лиги | Итого | Итого                               | Примечания                        |
| Клуб                | Сезон            | У                | Игры      | Голы      | Игры  | Голы  | Игры  | Голы  | Игры       | Голы       | Игры  | Голы                                | Примечания                        |
| ------------------- | ---------------- | ---------------- | --------- | --------- | ----- | ----- | ----- | ----- | ---------- | ---------- | ----- | ----------------------------------- | --------------------------------- |
| Верес (Ровно)       | 2007/08          | ІІІ              | 1         | 0         | —     | —     | —     | —     | —          | —          | 1     | 0                                   |                                   |
| Верес (Ровно)       | 2008/09          | ІІІ              | 24        | 3         | —     | —     | —     | —     | —          | —          | 24    | 3                                   |                                   |
| Верес (Ровно)       | Итого            | Итого            | 25        | 3         | 0     | 0     | 0     | 0     | 0          | 0          | 25    | 3                                   |                                   |
| Нива (Винница)      | 2009/10          | ІІІ              | 8         | 0         | —     | —     | —     | —     | —          | —          | 8     | 0                                   |                                   |
| Нива (Винница)      | Итого            | Итого            | 8         | 0         | 0     | 0     | 0     | 0     | 0          | 0          | 8     | 0                                   |                                   |
| Верес (Ровно)       | 2009/10          | ІІІ              | 9         | 0         | —     | —     | —     | —     | 2          | 2          | 9     | 0                                   |                                   |
| Верес (Ровно)       | Итого            | Итого            | 9         | 0         | 0     | 0     | 0     | 0     | 2          | 2          | 11    | 2                                   |                                   |
| Славутич (Черкассы) | 2011             | люб.             | 11        | 0         | —     | —     | —     | —     | —          | —          | 11    | 0                                   |                                   |
| Славутич (Черкассы) | 2011/12          | ІІІ              | 21        | 8         | —     | —     | 2     | 0     | —          | —          | 23    | 8                                   | Лучший бомбардир команды в сезоне |
| Славутич (Черкассы) | 2012/13          | ІІІ              | 26        | 9         | —     | —     | 1     | 0     | —          | —          | 27    | 9                                   | Лучший бомбардир команды в сезоне |
| Славутич (Черкассы) | Итого            | Итого            | 47        | 17        | 0     | 0     | 3     | 0     | 0          | 0          | 50    | 17                                  |                                   |
| Николаев            | 2013/14          | ІІ               | 20        | 10        | —     | —     | 3     | 0     | —          | —          | 23    | 10                                  | Лучший бомбардир команды в сезоне |
| Николаев            | Итого            | Итого            | 20        | 10        | 0     | 0     | 3     | 0     | 0          | 0          | 23    | 10                                  |                                   |
| Карпаты (Львов)     | 2013/14          | І                | 0         | 0         | 5     | 0     | —     | —     | —          | —          | 0     | 0                                   |                                   |
| Карпаты (Львов)     | 2014/15          | І                | 21        | 1         | 6     | 2     | 3     | 1     | —          | —          | 24    | 2                                   |                                   |
| Карпаты (Львов)     | 2015/16          | І                | —         | —         | 1     | 0     | —     | —     | —          | —          | 0     | 0                                   |                                   |
| Карпаты (Львов)     | Итого            | Итого            | 21        | 1         | 12    | 2     | 3     | 1     | 0          | 0          | 24    | 2                                   |                                   |
| Говерла             |                  |                  |           |           |       |       |       |       |            |            |       |                                     |                                   |
| 2015/16             | І                | 12               | 2         | —         | —     | 1     | 0     | —     | —          | 13         | 2     | По состоянию на 7 декабря 2015 года |                                   |
| Итого               | Итого            | 12               | 2         | 0         | 0     | 1     | 0     | 0     | 0          | 13         | 2     | По состоянию на 7 декабря 2015 года |                                   |
| Всего за карьеру    | Всего за карьеру | Всего за карьеру | 142       | 33        | 12    | 2     | 10    | 1     | 2          | 2          | 154   | По состоянию на 7 декабря 2015 года | 36                                |

Источники статистических данных: официальные сайты ФФУ, Премьер-лиги